# Pierre Hadot
Pierre Hadot (Parigi, 21 febbraio 1922 – Orsay, 25 aprile 2010) è stato un filosofo e scrittore francese.

## Biografia
Pur essendo nato a Parigi, ha trascorso l'infanzia a Reims, presso la propria famiglia, tradizionale e molto cattolica. Ha studiato teologia e filosofia, diventando sacerdote nel 1944; ha poi abbandonato il sacerdozio nel 1952, sposandosi nel 1953 (questo primo matrimonio terminò con un divorzio). Studiò poi da bibliotecario e dal 1949 al 1964 lavorò come ricercatore al CNRS, diventando amico di Jean-Pierre Vernant e di Louis Dumont. Nel 1966 sposò in seconde nozze la filologa Ilsetraut Hadot.
Direttore della École pratique des hautes études dal 1964 al 1986, fu quindi nominato professore (per iniziativa di Michel Foucault) al Collège de France nel 1982, dove insegnò fino al 1990, diventando dall'anno successivo professore emerito.
Il suo ambito di interesse è la filosofia antica e la patristica, soprattutto quella mistico-greca e il neoplatonismo, in seguito anche lo stoicismo. È stato però anche uno dei primi ad aver introdotto il pensiero di Wittgenstein in Francia.
Una delle sue tesi principali è che la filosofia sia nata, nell'antichità greca, come “stile di vita”, saggezza intesa come “saper vivere”, in un'unità di teoria e prassi tipica dell'epoca nella quale appunto nacque. Il tema è trattato approfonditamente in una delle sue opere principali, Che cos'è la filosofia antica?, nella quale illustra quanto lontano fosse il pensiero greco dalla costruzione di sistemi ideali astratti e metafisici, avulsi dalla realtà fisica e logica. Ha provato a dimostrare che l'eredità vera e propria della filosofia greca risiede nella mistica.
Ha partecipato ai colloqui di Eranos con gli interventi: La figure de Socrate e L'apport du Neoplatonisme a la philosophie de la nature en Occident (1967). Si è occupato, a volte curandone direttamente le opere, di Eraclito, Plotino, Vittorino, Ambrogio, Platone, Filostrato, Porfirio, Marco Aurelio, Socrate ed Epitteto, ma anche di Ignazio di Loyola, Goethe, Bergson e Wittgenstein. La sua opera e il suo pensiero sono portati avanti in Italia da Giuseppe Girgenti che è stato suo allievo negli anni novanta.
Muore il 25 aprile 2010, all'età di 88 anni.

## Opere
- Plotino o la semplicità dello sguardo (1963, n. ed. 1997), Einaudi, 1999
- Porfirio e Vittorino (1968), Vita e pensiero, Milano 1993
- (FR)  Caius Marius Victorinus, Opera theologica, 1971 (a cura di, con Paul Henry)
- (FR)  Marius Victorinus: recherches sur sa vie et ses œuvres, 1971
- (FR)  Le neoplatonisme: actes du Colloque international, Royaumont, 9-13 giugno 1969, CNRS, Paris 1971 (a cura di, con Pierre Maxime Schuhl)
- (FR)  Marius Victorinus: Traités théologiques sur la Trinité (CERF, Paris 1976)
- (FR)  Ambroise de Milan, Apologie de David (1977) (a cura di)
- L'impero romano e l'Oriente (con Jacques Duchesne-Guillemin e Robert Turcan), in Henri-Charles Puech (a cura di), Storia delle religioni, vol. IV, Laterza, Bari, 1977
- Esercizi spirituali e filosofia antica (1981, n. ed. 1987 e 2002), Einaudi, 1988 e 2005
- Introduzione a Marie-Dominique Richard, L'insegnamento orale di Platone: raccolta delle testimonianze antiche sulle "Dottrine non scritte" con analisi e interpretazione (1986), "Il pensiero occidentale", Bompiani, Milano 2008
- (FR)  Plotinus, Les ecrits de, Traitè 38: VI,7 (1988); Traité 50: III,5 (1990) Traité 9: VI,9  (1994); Traité 38: VI,7 (1999) (a cura di)
- (FR)  Phlavius Philostratus, La galerie de tableaux, 1991 (introduzione)
- La cittadella interiore. Introduzione ai «Pensieri» di Marco Aurelio (1992), presentazione di Giovanni Reale, Vita e pensiero, Milano 1996
- Porfirio, Commentario al «Parmenide» di Platone, Vita e pensiero, Milano 1993 (a cura di)
- Che cos'è la filosofia antica? (1995), Einaudi, Torino 1998 e 2010
- Marc Aurèle, Écrits pour lui-même (1998) (a cura di, con Concetta Luna)
- (FR)  Etudes de philosophie ancienne (1998, raccolta di articoli)
- (FR)  Plotin. Porphyre. Études néoplatoniciennes (1999, raccolta di articoli)
- Elogio di Socrate, Il nuovo melangolo, Genova 1999
- (FR)  Éloge de la philosophie (lezione inaugurale al Collège de France del 1983), 1998
- Arriano, Manuale d'Epitteto (2000), Einaudi, Torino 2006 (a cura di)
- Richard Goulet, Dictionnaire des philosophes antiques, 4 voll., CNRS, Paris 2000 (prefazione)
- Simplicius, Commentaire sur les «Catégories» d'Aristote. Chapitres 2-4, 2001 (collaborazione alla trad.)
- La filosofia come modo di vivere. Conversazioni (2001) (con Jeannie Carlier e Arnold I. Davidson), Einaudi, Torino 2008 (interviste)
- Nuccio Ordine, La soglia dell'ombra: letteratura, filosofia e pittura in Giordano Bruno, Marsilio, Venezia 2003 (prefazione)
- Il velo d'Iside. Storia dell'idea di natura (2004), Einaudi, Torino 2006
- (FR)  Apprendre à philosopher dans l'antiquité. L'enseignement du Manuel d'Épictète et son commentaire néoplatonicien, 2004 (con Ilsetraut Hadot)
- Wittgenstein e i limiti del linguaggio (2004), Bollati Boringhieri, Torino 2007
- Ricordati di vivere. Goethe e la tradizione degli esercizi spirituali (2008), Raffaello Cortina, Milano 2010
- (FR)  Études de patristique et d'histoire des concepts (2010, raccolta di articoli)
- (FR)  Pierre Hadot, l'enseignement des antiques, l'enseignement des modernes (2010, interviste)
- (FR)  Discours et mode de vie philosophique (2014, antologia a cura di Xavier Pavie)